# Kepler-20 b
Kepler-20b è un pianeta extrasolare che orbita attorno alla stella Kepler-20, distante 945 anni luce (290 parsec) dal nostro sistema solare, nella costellazione della Lira. La sua massa poco meno di 9 volte quella terrestre lo colloca nella categoria delle Super Terre. La sua distanza dalla stella madre è di appena 0,0454 U.A., essendo il più vicino dei pianeti scoperti attorno a Kepler-20, il suo periodo di rivoluzione è di appena 3,7 giorni circa.